# Frankie Randall
Pour les articles homonymes, voir Randall.
Frankie Randall est un boxeur américain né le 25 septembre 1961 à Birmingham, Alabama et mort dans la même ville le 23 décembre 2020.

## Carrière
Il devient champion du monde des super-légers WBC le 29 janvier 1994 en infligeant sa première défaite dans les rangs professionnels à Julio César Chávez. Battu lors du combat revanche, il s'empare de la ceinture WBA le 17 septembre 1994 face à Juan Martin Coggi; perd à nouveau le combat revanche mais remporte leur 3e affrontement le 16 août 1996. Randall cède définitivement son titre mondial contre le franco-marocain Khalid Rahilou le 11 janvier 1997. Il met un terme à sa carrière en 2005 sur un bilan de 58 victoires, 18 défaites et 1 match nul.